# Ѵ (паровоз)
Паровоз Ѵ (ижица) — российский грузовой паровоз типа 0-4-0, выпускавшийся небольшими партиями с 1908 по 1918 годы по заказу Московско-Казанской железной дороги. До 1930 года паровозы данной серии водили грузовые поезда на участке Москва — Рязань, после чего были переведены на второстепенные линии и маневровую работу; из-за появления более сильных локомотивов на остальных дорогах практически не применялись.

## История

### Проектирование
Частная Московско-Казанская железная дорога в отличие от казённых в развитии конструкции паровозов шла своим путём, при этом ключевую роль играл начальник службы тяги дороги опытный инженер Е. Е. Нольтейн. К середине 1900-х годов рост грузовых перевозок на важном участке Москва — Рязань привёл к тому, что компаунд-паровозы серии Ан типа 0-4-0 со сцепным весом 50 тонн уже ограничивали дальнейшее увеличение веса поездов, а потому требовалась их замена более мощными и сильными.
С 1906 года для казённых железных дорог начался выпуск «паровоза нормального типа 1905 г.» (серия Щ) типа 1-4-0 со сцепным весом 64,4 т, однако Нольтейн посчитал, что этот локомотив недостаточно экономичен; к тому же тогда на самой Московско-Казанской дороге скорости были ограничены, а потому применение бегунковой оси на грузовом паровозе было бы излишним. Также к тому времени российские учёные получили некоторый опыт применения на паровозах пароперегревателей, которые позволяли получить экономию пара, а следовательно топлива и воды, гораздо проще и эффективнее, по сравнению с применением компаунд-машин. На основании этих данных инженер Нольтейн разработал эскизный проект товарного паровоза типа 0-4-0 со сцепным весом 64,4 тонны (нагрузка от оси на рельсы 16,1 тс) и с простой паровой машиной (диаметр цилиндров 575 мм, ход поршня 650 мм), работающей на перегретом паре. Также на новом паровозе площадь колосниковой решётки должна была составлять 3,03 м², что более чем в полтора раза больше, чем у «паровоза нормального типа 1901 г.» (серия Ов), что позволило бы получить гораздо более высокую мощность по сравнению с последним; ранее в Российской империи паровозов типа 0-4-0 с такой большой колосниковой решёткой не было.

### Паровозы первого заказа
Заказ на 20 новых паровозов по проекту Нольтейна был передан Коломенскому заводу, который выполнил рабочий проект, а в марте 1908 года выпустил первый паровоз заводского типа 107, который на дороге получил обозначение Ап.501. Данный паровоз имел листовую раму с толщиной полотен 33 мм (как у серии О), в цилиндрической части котла было 147 дымогарных труб диаметром 46/51 мм и 21 жаровая труба диаметром 125/133 мм; жаротрубный пароперегреватель был двухобороротным системы Шмидта. Также были применены инжекторы Фридмана Т-10½, тормоза системы «Нью-Йорк» и скоростемеры Гаусгельтера. Паровозы заводского типа 107 строились в 1908 (15 штук) и в 1909 (5 штук) годах. На дороге они получили серию Ап и номера 501—520; в 1912 году Министерство путей сообщения Российской империи присвоило им новую серию Ѵ (ижица) с сохранением номеров. Их конструкторская скорость поначалу составляла 50 км/ч, но позже была увеличена до 55 км/ч.
Конструкция паровоза заводского типа 107 была по целому ряду узлов унифицирована с такими паровозами Коломенского завода, как заводской тип 103 (0-3-0+0-3-0) и заводской тип 106 (2-3-0). Все эти три паровоза строились для Московско-Казанской железной дороги при непосредственном участии инженера Нольтейна.
На Московско-Казанской дороге паровозы Ѵ первого заказа эксплуатировались с трёхосными нормальными тендерами, вмещавшими 16 м³ воды и 7 тонн угля. Так как у новых локомотивов колёсная база составляла 3890 мм, то есть была относительно короткой, для снижения горизонтальных колебаний было применено упругое соединение паровоза с тендером, известное также как «водилы» Нольтейна, которое ранее применялось на паровозах типа 0-3-0.
Паровоз Ѵ.520 получил заводское обозначение 107А и был экспериментальным, так как на нём впервые в мире была применена прямоточная паровая машина системы Штумпфа с клапанным парораспределением Ленца. Как показала эксплуатация, данная машина позволяла получать лишь небольшую экономию пара при малых отсечках, однако при больших отсечках наоборот имела его перерасход. К тому же сама уникальная конструкция усложняла обслуживание и ремонт, в том числе вынуждала держать в депо отдельный комплект запчастей. С учётом этих недостатков спустя всего пару лет прямоточная паровая машина была заменена обыкновенной.

### Паровозы второго заказа
Успешная эксплуатация паровозов серии Ѵ поспособствовала повторному заказу, при этом Коломенский завод внёс в первоначальный проект несколько изменений, в том числе увеличилось число дымогарных и жаровых труб (до 168 и 24 соответственно) при сохранении их диаметров, давление пара в котле повышено с 12 до 13 кгс/см², инжекторы системы Фридмана Т-10½ заменены на ТН-10, а тормоза системы «Нью-Йорк» — на систему Вестингауза. В 1914 году завод по изменённому проекту (заводской тип 144) выпустил 16 паровозов (№ 521—536), которые также известны как паровозы второго заказа; к ним были прицеплены четырёхосные нормальные тендеры с тележками Даймонда, аналогичные тендерам паровозов Ку.
Также по проекту Коломенского завода Брянский завод в 1917 году выпустил 15 машин (Ѵ.537—Ѵ.551) и в 1918 — ещё 5 (Ѵ.552—Ѵ.556); они сцеплялись с четырёхосными тендерами, аналогичными тендерам паровозов Θч
Б. В 1920 году по проекту Высшего технического комитета НКПС паровоз Ѵ.544 был оборудован устройствами для отопления угольной пылью, которая приготовлялась на стационарных установках. Для этого на тендере был установлен бункер, в который засыпалась пыль; из бункера сжатым воздухом пыль подавалась в топку паровоза.
Все паровозы Ѵ эксплуатировались только на Московско-Казанской железной дороге, а после её разделения — на Ленинской, Пензенской и Казанской дорогах. Широкого распространения серия Ѵ так и не получила из-за появления более мощных и сильных 0-5-0 паровозов серии Э.

## Другие паровозы семейства Ѵ

### Паровозы Ѵс
Данные паровозы для колеи 1435 мм были выпущены в 1914 году на Сормовском заводе по заказу Варшаво-Венской железной дороги в количестве 27 штук. Будучи созданными на основе конструкции паровозов типа 107 Коломенского завода, они имели существенные отличия (увеличен диаметр движущих колёс, воздушные тормоза были заменены паровыми, а пароперегреватель Шмидта — на пароперегреватель Ноткина) и поначалу получили серию Чвп
с. После первой мировой войны 25 из них оказались в Советской России, где с учётом их конструкции в 1923 году получили уже серию Ѵс и номера 557—581 (продолжение нумерации серии Ѵ), после чего все направлены на Московско-Казанскую дорогу.

### Паровозы ѴНи ѴБ
К 1929 году Невский завод выпустил партию паровозов типа 0-4-0 для промышленности, они получили серию ѴН и номера в интервале 4400—4426. Локомотивы были оснащены простой паровой машиной на насыщенном паре, диаметр движущих колёс составлял 1300 мм, а сцепной вес — 65 тонн.
В 1929—1930 годы завод «Красный Профинтерн», также для промышленности, выпустил партию аналогичных по конструкции паровозов, которые получили серию ѴБ и номера в интервале 400—437; часть из них была с пароперегревателем, а часть — без него.